# Lâm Tấn Tài
Lâm Tấn Tài (1935 provincie Bà Rịa-Vũng Tàu – 2001) byl vietnamský fotograf a fotodokumentarista během vietnamské války.

## Životopis
Lâm Tấn Tài se narodil v roce 1935 v provincii Bà Rịa-Vũng Tàu a v roce 1946 se přestěhoval na sever, aby se připojil k revoluci.
Poté, co studoval fotografii na Lomonosovově univerzitě a archeologii na Hanojské univerzitě, byl Lâm draftován a v roce 1965 poslán na jih, aby fotografoval Ho Či Minovu stezku. Lâm zejména fotografoval tunely Cu Chi a ofenzívu Tet, kde byl oslepen granátem M-79.
Lâm kritizoval dobovou válečnou fotografii (nebo Ảnh Chiến Tranh) během této éry jako „vynechání zlatého okamžiku“ tím, že fotografie skrývaly násilí konfliktu a zaznamenávaly krásné krajiny a objekty.
Byl jmenován prvním generálním předsedou sdružení Vietnamské fotografické asociace.
Lâm Tấn Tài zemřel na rakovinu jazyka v roce 2001.

## Technika
Lâm používal malý východoněmecký fotoaparát, který koupil během studií v Moskvě. Své filmy a negativy vyvolával v noci a tisky pral vodou z potoka, který byl zrovna v té chvíli k dispozici poblíž.